# 信西古楽図

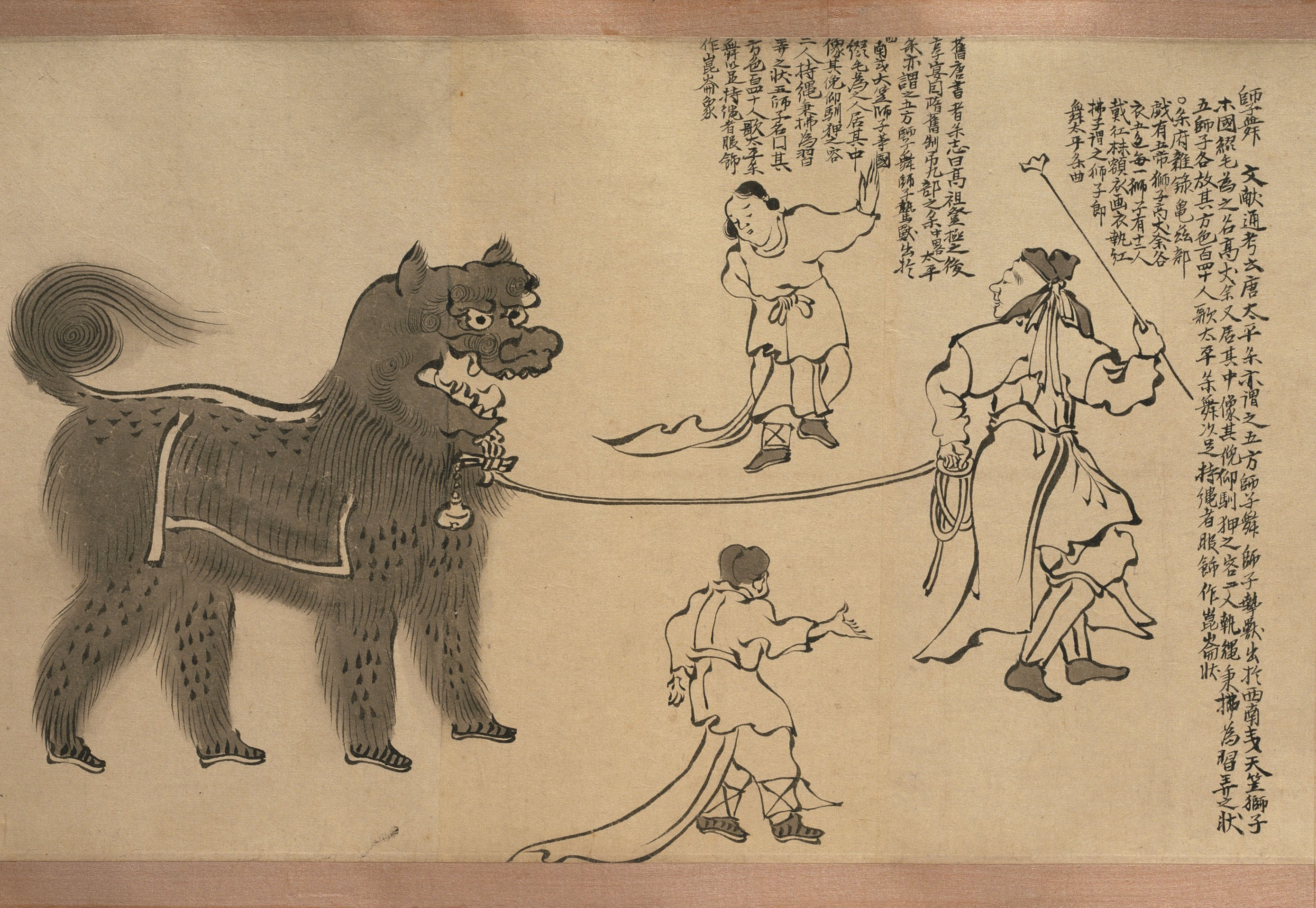
「信西古楽図」獅子舞図。東京芸術大学蔵。

信西古楽図（しんぜいこがくず）は、平安時代の舞楽、雑楽、散楽などの様子が描かれた巻物である。作者不明。

## 概要
1巻。巻首には「儛図」とあり、古書には「唐儛画」という。これが「信西古楽図」とか「信西入道古楽図」とか称されるのは、近世に伝えられたものがいずれもその巻末に数個の舞図が追加され、これに「以少納言入道本信西追加入之別記」とあることによる。
はじめに唐の腰鼓、楷鼓、揭鼓、篳篥、奚婁、簫、箏、横笛、五弦、尺八、琵琶、荅笙、箜篌、方磬の奏楽の図が描かれ、次に安摩、皇帝破陣楽、蘇合香、秦王破陣楽、打毬楽、柳花苑、採桑老、返鼻胡童、弄槍、胡飲酒、放鷹楽、案弓子、抜頭、還城楽、蘇莫者、蘇芳菲、新羅狛、獅子舞、羅陵王、林邑楽（迦陵頻）、新羅楽、入壺舞、猿楽通金輪、飲刀子舞、四人重立、吐火舞、柳格倒立、神娃登縄弄玉、弄剣、三童重立、柳肩倒立、弄玉、臥剣上舞、人馬腹舞、倍臚の舞が描かれている。数種の舞音が付記されている。これらのうち平安時代中期以後亡佚したものが多く（このことから平安時代初期に成るかという）、女舞、散楽など珍しいものが多く、おそらくはかなり古くに描かれたものであるらしく、舞楽の研究においてはきわめて貴重な資料である。最古の写本が陽明文庫にあり、現存諸本の祖本と言う説もある。近世にはさかんに模写された。写真版が日本古典全集にある。

## 関連文献
- 〔古楽図〕いわゆる〔信西古楽図〕について　　福島和夫　　説話文学研究 (41), 51-59, 2006-07
- 福島和夫「〔古楽図〕考 付陽明文庫本影印」
- 『日本音楽史研究』6号、上野学園日本 音楽資料室2006年3月